# Keri Lynn Pratt
Keri Lynn Pratt (Concord (New Hampshire), 23 september 1978) is een Amerikaanse actrice.

## Biografie
Pratt heeft gestudeerd aan de Pinkerton Academy in Derry (New Hampshire), op deze academy heeft Robert Frost les gegeven in Engels en heeft Alan Shepard les gevolgd.
Pratt was in 1994 Miss Teen New Hampshire en deed dat jaar ook mee aan de Miss Teen USA.
Pratt is vanaf 2011 getrouwd.

## Filmografie

### Films
- 2012 The Trouble with the Truth – als Heather
- 2012 Hell and Mr. Fudge – als Sara Faye
- 2012 FDR: American Badass! – als Marietta Buford
- 2011 Dorfman – als Leeann Dorfman
- 2011 Bad Actress – als Topanga Pillage
- 2009 I Hope They Serve Beer in Hell – als Kristy
- 2009 A Single Man – als blonde secretaresse
- 2008 Commuter Confidential – als Daisy
- 2006 The Surfer King – als Katie
- 2005 Campus Confidential – als Cornelia
- 2004 Fat Albert – als Heather
- 2002 A Midsummer Night's Rave – als Debbie
- 2002 They Shoot Divas, Don't They? – als Jenny
- 2002 Dead Above Ground – als Kelly Britton
- 2002 Class of '06 – als Patty
- 2001 America's Sweethearts – als Leaf Weidmann
- 2000 Cruel Intentions 2 – als Cherie Claymon
- 2000 The Smokers – als Lisa Stockwell
- 2000 Wirey Spindell – als eerste afspraakje
- 1999 Drive Me Crazy – als Dee Vine

### Televisieseries
Uitgezonderd eenmalige gastrollen.
- 2014 The Originals: Awakening – als Mary-Alice Claire – 4 afl.
- 2010 – 2011 Smallville – als Cat Grant – 4 afl.
- 2006 Veronica Mars – als Hallie Piatt – 2 afl.
- 2006 Brothers & Sisters – als Amber Trachtenberg – 4 afl.
- 2001 – 2006 CSI: Crime Scene Investigation – als Anna Leah – 2 afl.
- 2004 – 2005 Jack & Bobby – als Missy Belknap – 18 afl.
- 2004 The Help – als Veronica Ridgeway – 6 afl.
- 2004 7th Heaven – als Betsy Brewer – 2 afl.

- International Standard Name Identifier: 0000 0001 1545 0854
- Library of Congress Control Number: no2011016032
- Virtual International Authority File: 168573252
- WorldCat: E39PBJd8dPkhb47cBY6RRbvPwC